# Avesnes-les-Aubert

Avesnes-les-Aubert este o comună în departamentul Nord, Franța. În 1 ianuarie 2022 avea o populație de 3.584 de locuitori.